# Taiga

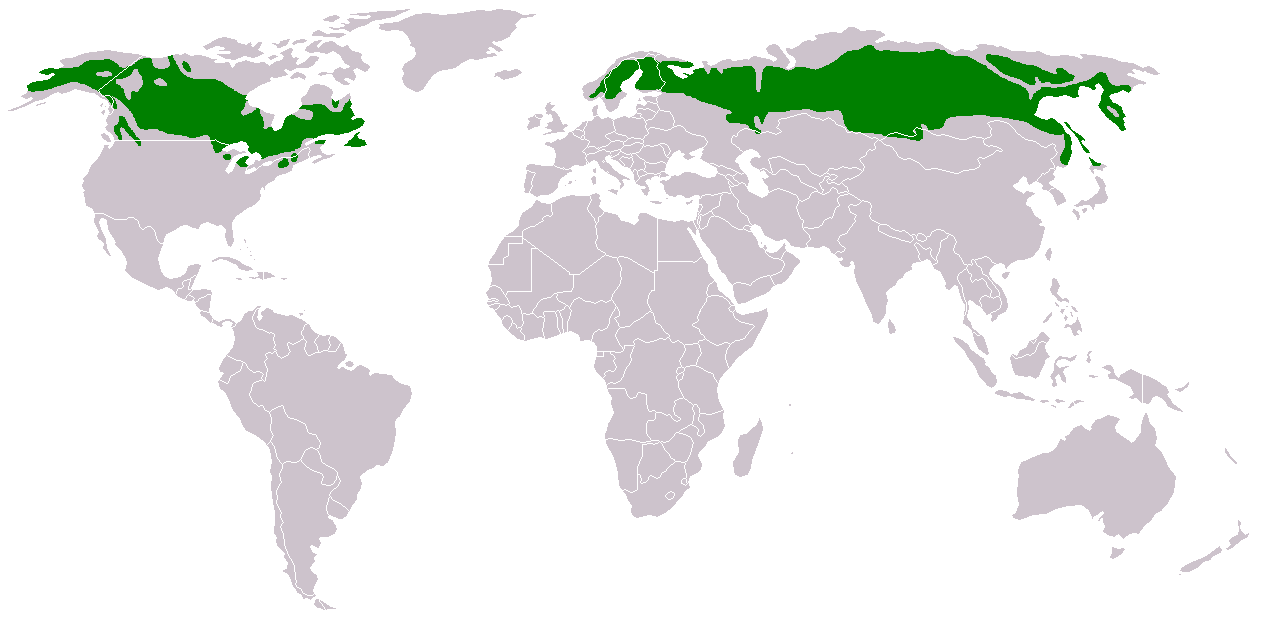
Spațiul în care se extinde Taiga

Taiga, sau pădurea boreală, este unul din cele mai mari biomuri, ocupând aproximativ 21 milioane de ha, adică aproximativ 16% din suprafața terestră a Terrei. Este situată în nordul (și parțial centrul) Europei, Asiei și al Americii de Nord, exact la sud de biomul tundrei. Anumite orașe mari, așa cum ar fi Toronto și Quebec în Canada, Oslo în Norvegia, Stockholm în Suedia, Helsinki în Finlanda și Moscova în Rusia se află la extremitatea sudică a acestui biotop. 
Este rece, majoritatea precipitațiilor căzând iarna. Solurile sunt relativ sărace, iar vânturile sunt puternice. Solurile podzolice maronii sunt o subdiviziune a solurilor podzolice din clasificarea sol britanic. Deși clasificate cu podzols, deoarece acestea au un orizont de bogata in fier, sau spodic, ele sunt, de fapt, intermediar între podzols și pământuri Brown. Acestea sunt comune pe teren deluros din Europa de Vest, în zonele în care cantitatea de precipitații (mai mult de aproximativ 900 mm) depășește evapotranspiratia pentru o mare parte a anului, iar verile sunt relativ reci. Rezultatul este că scurgerea de profilul de sol se produce, în care substanțele chimice mobile sunt spalate din sol vegetal, sau A orizont, și să acumuleze mai jos, în orizontul B.
Aceste soluri au sume mari (mai mult de 5%) de carbon organic în orizontul de suprafață, care este, prin urmare, de culoare inchisa. În situațiile nearat, poate exista o "Mor", stratul de humus, în care materia organică este doar de suprafață slab amestecat cu componente minerale. Spre deosebire de podzols corespunzătoare, aceste soluri au nici un orizont continuu E levigat. Acest lucru se datorează faptului că acestea sunt formate pe versanți în cazul în care, pe perioade lungi de timp, sol vegetal vreme de mai sus panta este în permanență efectuează în jos pe panta de acțiune de ploaie, greutate și activitatea faunistice. Acest lucru înseamnă că livrările proaspete de fier și oxizi de aluminiu (sesquioxizi) sunt în mod constant furnizate, levigarea și asigură o acumulare netă a acestor compuși în orizontul B, oferind un portocaliu-maro "ruginit", de culoare, care este foarte distinctiv. De compuși de aluminiu și de fier de fier, în subsolul de asemenea, tendința de a lega de particulele de sol, împreună, oferind un "pellety" structura fină a solului, precum și îmbunătățirea permeabilitate, astfel că, în ciuda fiind în zone relativ mari de precipitații, solurile nu au gri culori sau mottles a solurilor gleiosol.
În lume bază de referință pentru Resurse de sol [1], aceste soluri sunt numite Umbrisols, și Atlas solului din Europa [2], arată o preponderență a acestui tip de sol, în nord-vestul Spaniei. Există o tendință de a solurilor să apară în zone oceanice, în cazul în care există precipitații abundente pe tot parcursul anului, iernile sunt blânde și veri relativ rece. Astfel, acestea sunt comune, în Irlanda, Scoția, Țara Galilor (unde ocupă aproximativ 20% din țară) și Anglia de Vest, în special în Devon, Cornwall și Lake District. Acestea apar, de asemenea, în Munții Apalași și pe coasta de vest a Americii de Nord.

## Flora
Taiga este o pădure aproape exclusiv de conifere, majoritatea florei fiind alcătuită din brazi, pini, zade și molizi. Totuși, în extremitățile sudice ale taigalei pot fi întâlniți și arbori foioși, precum plopul, mesteacănul și arinul. Alte specii de plante des întâlnite în taiga sunt mușchii și lichenii.

## Fauna
Fauna este formată din animale rezistente la aceste condiții climatice excesive:
- carnivore: râsul, lupii, vulturii, bufnița și mustelidele;
- erbivore: cerbul, elanul, iepurele alb, gâsca, veverițele;
- omnivore: corbul, ursul.

În taiga viața animală este bogată, în cea nord-estică întâlnindu-se peste 300 de specii de păsări. Sunt prezente mamiferele arboricole, multe cu blana prețioasă; reptilele și batracienii sunt extrem de rari. În stepe sunt comune rozătoarele și erbivorele, diverse specii de antilope, cai sălbatici și cămila cu două cocoașe; dintre păsări se remarcă dropia.
În Asia de Est, și ea parte componentă a regiunii biogeografice palearctice, fauna este originală, cu tigrii siberieni și ursul panda uriaș (în munții din estul Tibetului). Animalul specific Asiei este dromaderul (cămila cu o cocoașă), originar fiind din stepele din jurul Mării Caspice.

## Solurile
Taigaua are o cantitate mică de evapotranspirație, ceea ce intensifică procesele de levigare a carbonaților și a altor elemente din sol. Ca rezultat se formează soluri podzolice, cu reacție acidă, sărace în substanțe organice și elemente nutritive minerale.

## Galerie imagini

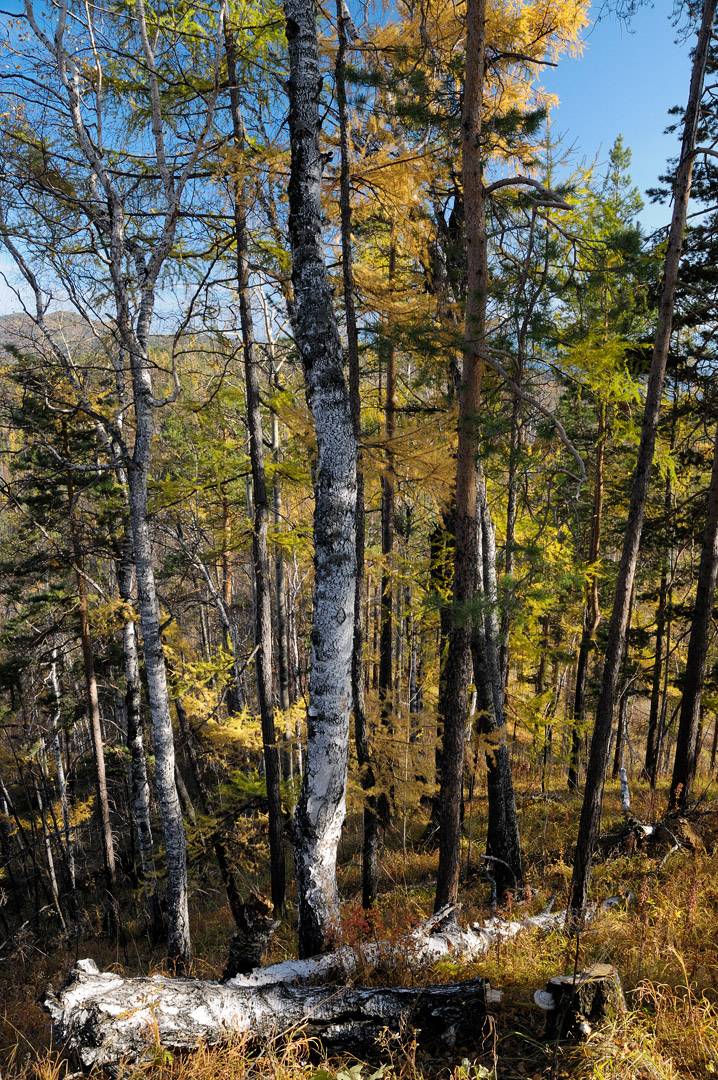
Pădure lângă Lacul Baikal, Rusia
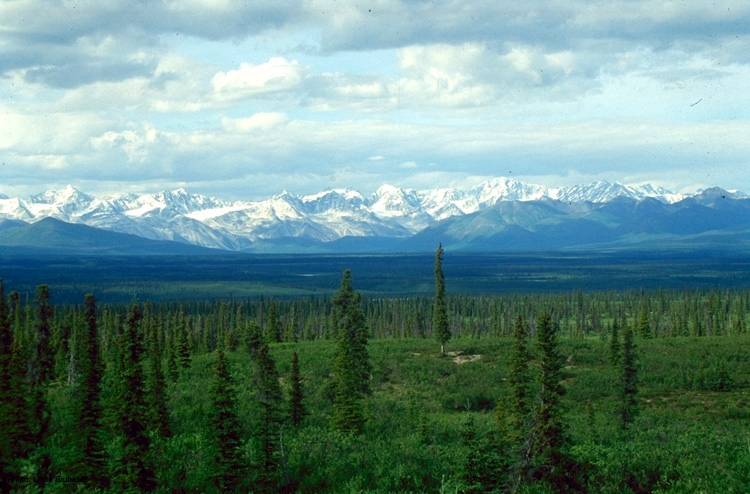
Pădure în Alaska
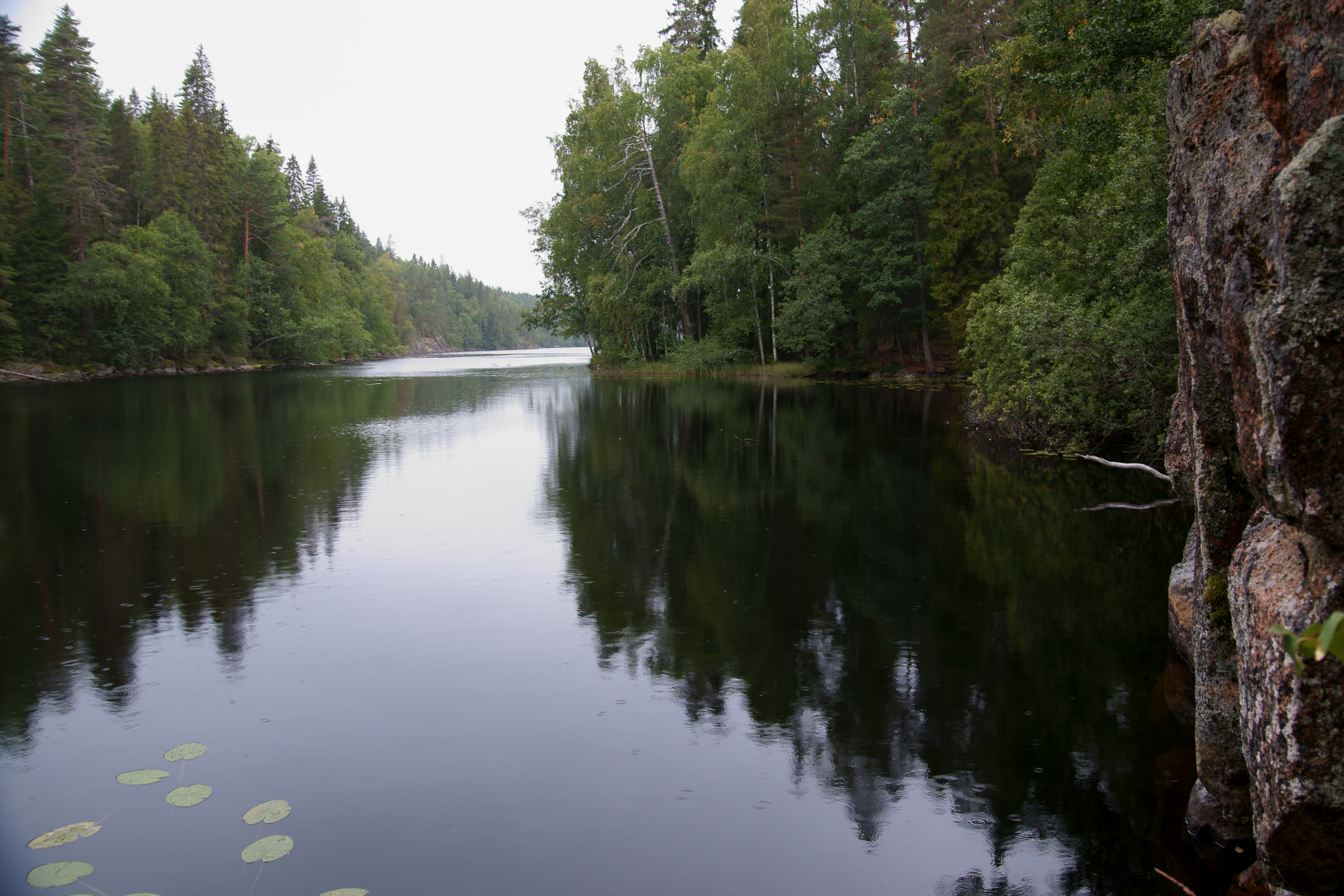
Pădure în Finlanda
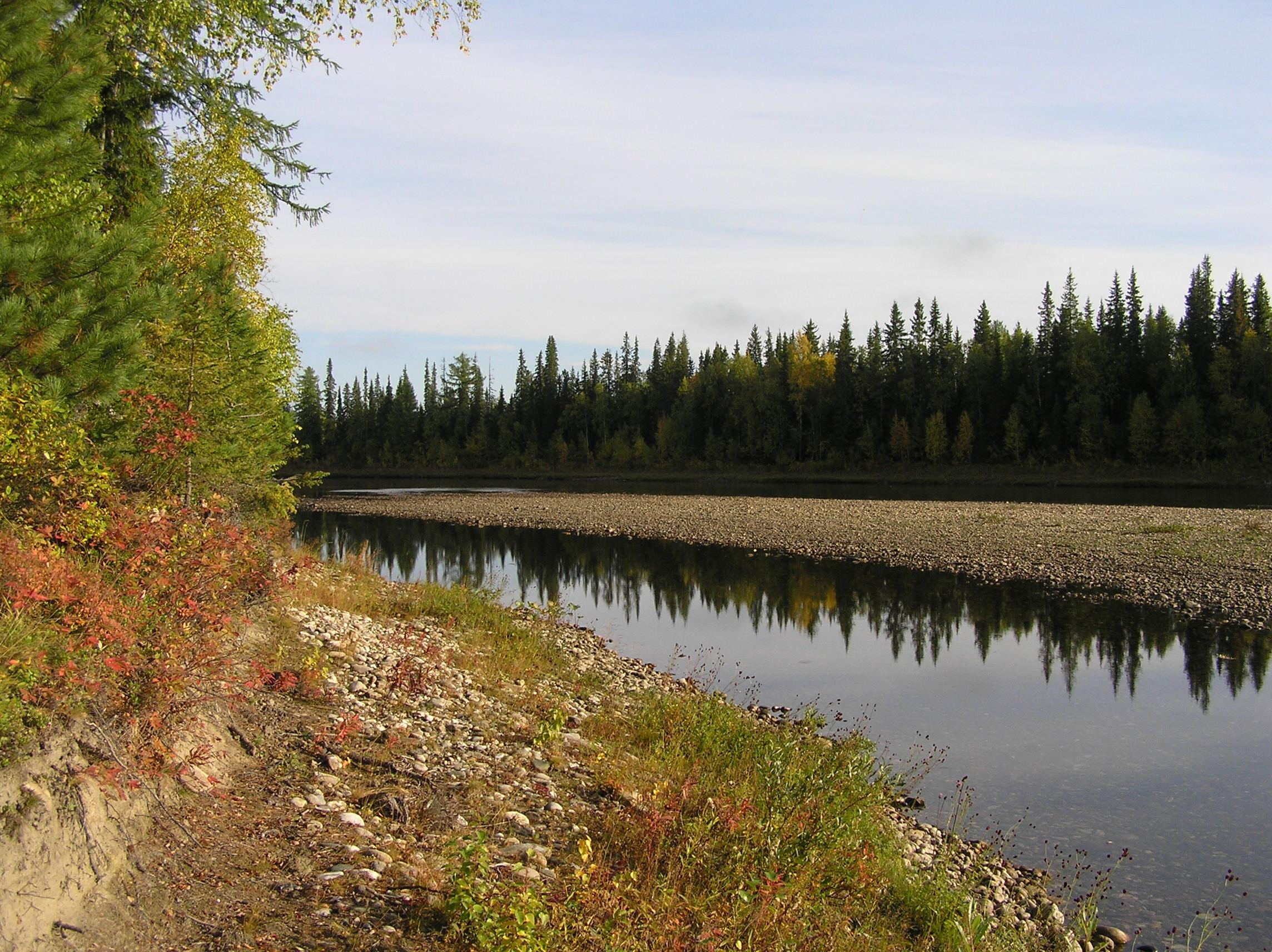
Pădure în Munții Ural, Rusia
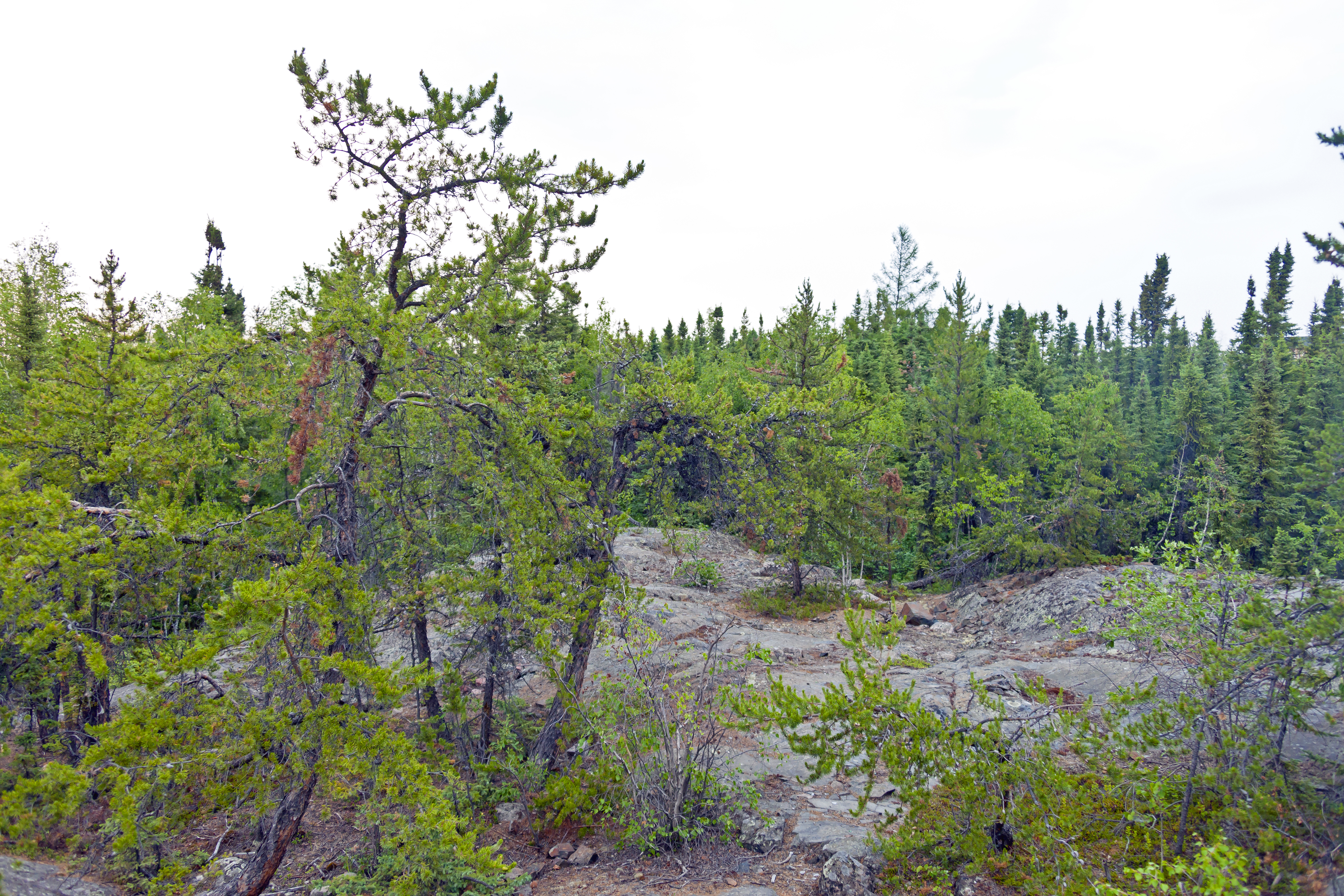
Taiga
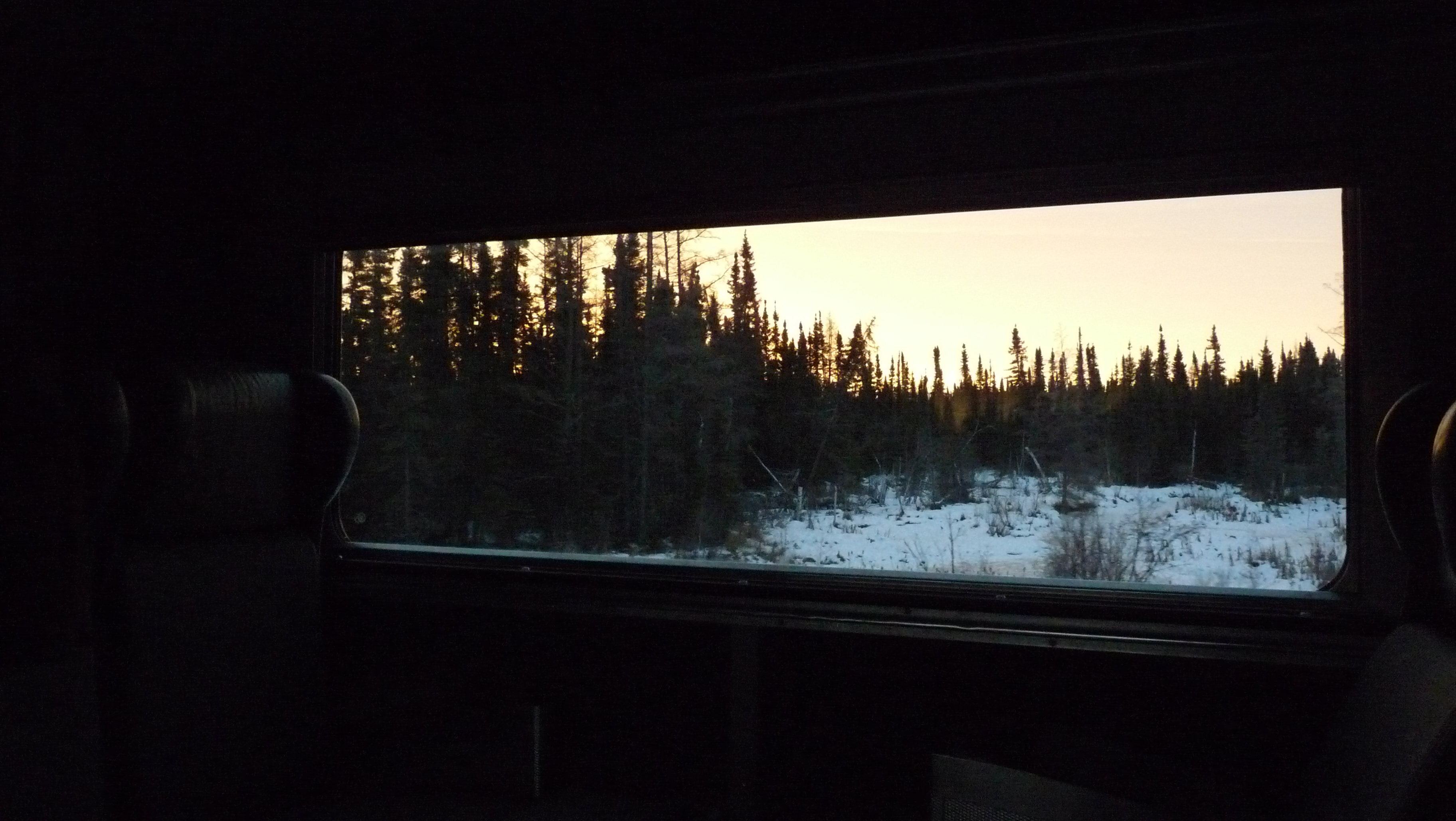
Taiga traversată de o cale ferată în Thompson